# محبات البرودة

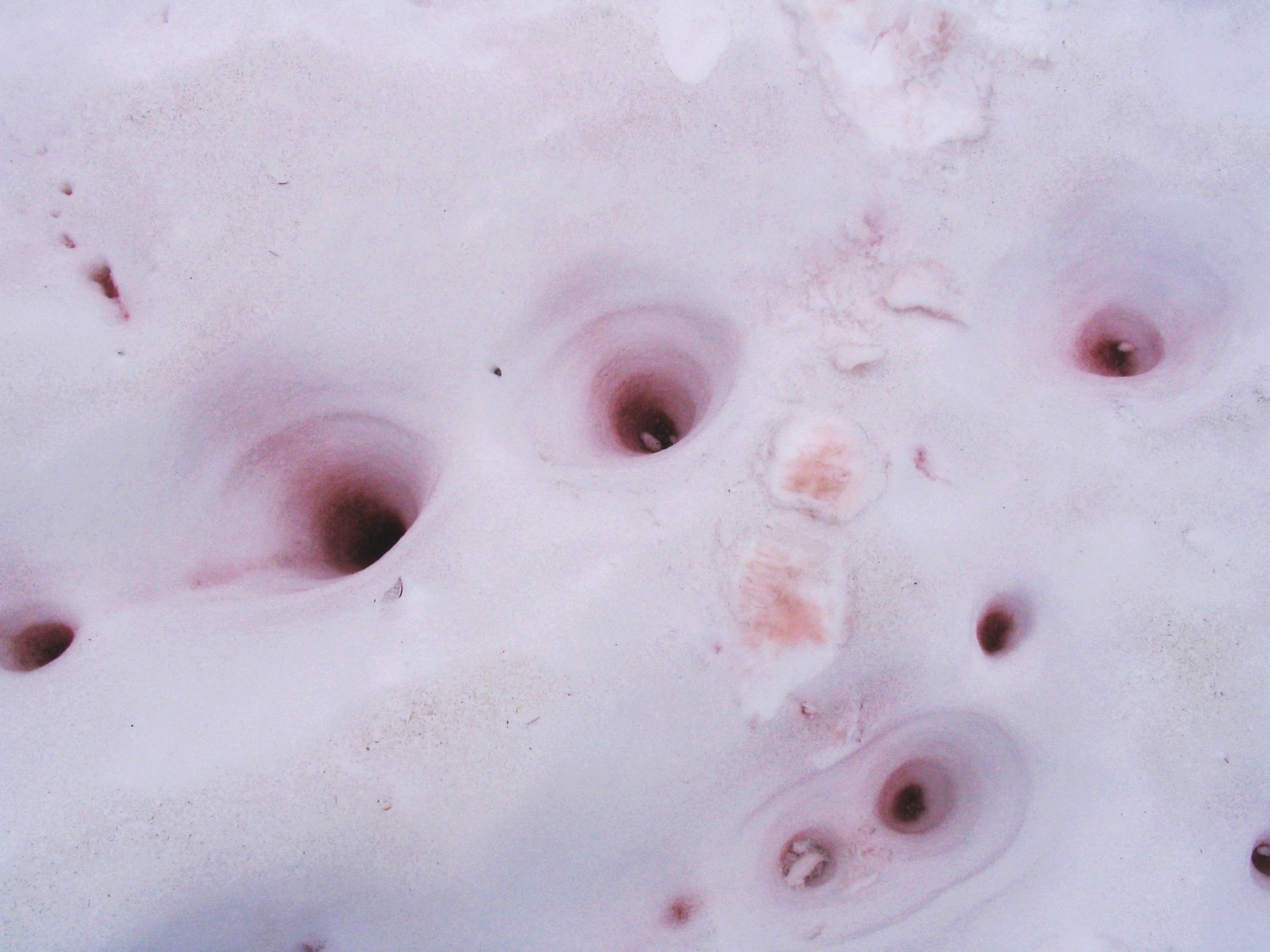

محبات البرودة أو أليفات البرودة (بالإنجليزية: Psychrophiles)‏ (بالإنجليزية: Cryophiles)‏ هي كائنات قادرة على النمو والتكاثر في درجات الحرارة الباردة، التي تتراوح بين -20درجه مئويه إلى+10 درجه مئويه وتم العثور عليها في درجات الحرارة المنخفضه مثل -15 درجة مئوية في جيوب المياه المالحه جدا (محلول ملحي) محاطه بالجليد البحري.

## أماكن وجودها
موجوده في كل مكان على الأرض وجزء كبير من الكواكب لديها درجات حراره أقل من 15 درجه مئويه.وكانت موجوده في تربه جبال الألب والقطب الشمالي والمياه وفي الخطوط العرض العليا وأعماق المحيطات والانهار الجليديه وحقول الثلج وموجوده أيضا في الانساب الميكروبيه المتنوعه على نطاق واسع داخل تلك الجماعات الواسعه.

## استخدامها
المجتمعات المختلفه وهي البكتيريا أو العتائق ذاتية التغذية الكيميائية (تعرف أيضاً بذاتية التغذية) تستخدم مجموعة واسعة منها في المسارات الأيضية، بما في ذلك التمثيل الضوئي.

## اكتشافات لباحثين
اكتشفت البحوث مجموعات جديده من الفطريات التي تعيش في المناطق الفقيرة بالأكسجين تحت حقول الثلج في جبال الألب ا، وتتميز بواسطة أغشية الخلايا الدهنية المقاومة كيميائيا التشنج الناجم عن البرد القارس، وغالباً ما تخلق البروتينات مضادات البرودة للحفاظ على السائل الداخلي وحماية الحمض النووي الخاص بهم حتى في درجة حراره تقل عن درجة التجمد للماء. فهي ذات أهمية خاصة لبيولوجيا الفضاء، وهناك مجال مخصص لصياغة النشطة في العمليات الجيوكيميائيه، وفي العمل التجريبي أنتج هاضم سعته 1000 لتر باستخدام بكتيريا محبة للبرودة جُمعت من طين بحيرة متجمدة في ألاسكا ما بين 200-300 لتر ميثان يومياً، أي ما يقارب 20-30% من إنتاج الهواضم في المناطق الأدفأ.

## الأمثلة
- أليف الثلج
- مطثية أليفة البرودة